# انفجار اوت ۲۰۱۹ قاهره
انفجار اوت ۲۰۱۹ قاهره در پی تصادف یک خودرو با چند خودروی دیگر در مقابل مرکز تحقیقات سرطان به‌وقوع پیوست. این حادثه ۲۰ کشته و ۴۷ زخمی برجا گذاشت.

## شرح
طبق اعلام رسمی وزارت کشور مصر این خودرو حامل مواد منفجره برای اجرای عملیاتی تروریستی در مکان دیگر بوده که به‌دلیل ورودش در مسیر مخالف و تصادف با سه خودرو دیگر در جلوی یک مرکز درمانی و تحقیقات سرطان منفجر شده‌است. در این حادثه دست‌کم ۲۰ نفر کشته و ۴۷ نفر زخمی شدند. همچنین بر اثر این انفجار، چند خودرو آسیب دیدند و تعدادی از شیشه‌های ساختمان مرکز تحقیقات سرطان و بخش‌هایی از این ساختمان نیز آسیب دید. طبق اطلاعیه وزارت کشور مصر این اقدام توسط جنبش حسم وابسته به گروه اخوان المسلمین طراحی و برنامه‌ریزی شده‌است.

## واکنش‌ها
- عبدالفتاح سیسی، رئیس‌جمهور مصر پیام تسلیتی از طریق حساب فیسبوک خود برای بستگان قربانیان این حادثه ارسال کرد.
- بسیاری از کشورها نیز منجمله عربستان سعودی، بحرین، کویت، عراق، امارات متحده عربی و محمود عباس رئیس دولت فلسطین این حادثه تروریستی را محکوم کردند.[۵][۶]